# Міхалінув (Великопольське воєводство)
Міхалінув (пол. Michalinów) — село в Польщі, у гміні Заґурув Слупецького повіту Великопольського воєводства.
Населення — 186 осіб (2011).
У 1975-1998 роках село належало до Конінського воєводства.

## Демографія
Демографічна структура станом на 31 березня 2011 року:
|          | Загалом | Допрацездатний вік | Працездатний вік | Постпрацездатний вік |
| -------- | ------- | ------------------ | ---------------- | -------------------- |
| Чоловіки | 96      | 22                 | 69               | 5                    |
| Жінки    | 90      | 22                 | 51               | 17                   |
| Разом    | 186     | 44                 | 120              | 22                   |